# Kuloj (přítok Bílého moře)
Kuloj (rusky Кулой) je řeka v Archangelské oblasti v Rusku. Je dlouhá 235 km. Pokud započítáme i zdrojnici Sotku činí délka 350 km. Plocha povodí měří 19 000 km².

## Průběh toku

Povodí řeky Kuloj

Ústí do Mezenské zátoky Bílého moře.

### Přítoky
(od ústí, proti proudu)
- 22 km — řeka Pocha (vlevo)
- 54 km  — řeka Sojana (vlevo)
- 92 km  — říčka Laja (vlevo)
- 117 km  — řeka Němňuga (vpravo)
- 119 km  — řeka Laka (vlevo)
- 167 km  — řeka Tojma (vpravo)
- 186 km — řeka Olma (vpravo)
- 206 km  — řeka Polta (vlevo)
- 213 km  — řeka Kölda (vlevo)

## Vodní režim
Zdrojem vody jsou převážně sněhové srážky. Průměrný roční průtok vody na horním toku činí 34 m³/s. Zamrzá v říjnu a rozmrzá květnu.

## Využití
Na řece je možná vodní doprava. Na horním toku je spojena s řekou Piněgou šestikilometrovým vodním kanálem Kuloj–Piněga.